# Чукисака (департамент)
Чукисака (исп. Chuquisaca) — департамент Боливии, расположенный в центральной части юга страны.
Площадь — 51 524 км². Население 650 570 жителей (2010).
Административный центр — город Сукре. По его предыдущему названию и назван департамент.

## География
Департамент пересекают главные кордильеры горного хребта Анды и меньшие кордильеры. Часть его территории находится в бассейне реки Амазонки, а другая часть - в бассейне Рио-де-Ла-Плата. Площадь департамента составляет 51 524 квадратных километра. Рельеф центральной части Чукисаки состоит из серии хребтов высотой до 1500 м, которые тянутся на север и юг с плоскими долинами между хребтами. К западу от этих хребтов горы Анды резко поднимаются на высоту 3000 м, образуя каньон, который изрезан большими речными долинами, впадающими в бассейны рек Амазонка или Рио-де-ла-Плата. К востоку от центральных хребтов лежит участок территории с низкогорным равнинным рельефом Чако. 90% земель в департаменте Чукисака имеют наклон 70% и более.

## Административное деление
| №  | Провинция                         | Столица                               | Площадь, км² | Население, чел. (2010) | Плотность, чел.км² |
| -- | --------------------------------- | ------------------------------------- | ------------ | ---------------------- | ------------------ |
| 1  | Оропеса (Oropeza)                 | Сукре (Sucre)                         | 3 943        | 336 215                | 85,27              |
| 2  | Хуана-Асурдуй (Juana Azurduy)     | Асурдуй (Azurduy)                     | 4 185        | 30 755                 | 7,35               |
| 3  | Хаиме-Суданьес (Jaime Zudáñez)    | Суданьес (Zudáñez)                    | 3 738        | 37 277                 | 9,97               |
| 4  | Томина (Tomina)                   | Падилья (Padilla)                     | 3 947        | 40 865                 | 10,35              |
| 5  | Эрнандо-Силес (Hernando Siles)    | Монтеагудо (Monteagudo)               | 5 473        | 39 350                 | 7,19               |
| 6  | Ямпараес (Yamparáez)              | Тарабуко (Tarabuco)                   | 1 472        | 28 974                 | 19,68              |
| 7  | Нор-Синти (Nor Cinti)             | Камарго (Camargo)                     | 7 983        | 75 615                 | 9,47               |
| 8  | Суд-Синти (Sud Cinti)             | Вилья-Абесия (Villa Abecia)           | 5 484        | 24 222                 | 4,42               |
| 9  | Белисарио-Боето (Belisario Boeto) | Вилья-Серрано (Villa Serrano)         | 2 000        | 12 366                 | 6,18               |
| 10 | Луис-Кальво (Luis Calvo)          | Вилья-Вака-Гусман (Villa Vaca Guzmán) | 13 299       | 24 931                 | 1,87               |